# アクセル・アルフレドソン
アクセル・アルフレドソン（Axel Alfredsson、1902年5月2日 - 1966年8月9日）は、スウェーデン・ヘルシンボリ出身の元サッカー選手。ポジションはディフェンダー。1924年に開催されたパリオリンピックの銅メダルリスト。

## 略歴
16歳の頃からクラブに所属してサッカーをプレーし始め、1918年5月15日には弟と共にBKスパルタというアマチュアクラブを結成した。1920年5月、ヘルシンボリIFに加入し、キャリア4年目にしてようやくシニアデビューを果たすと、1928-29シーズンにはアルスヴェンスカン優勝を経験した。このシーズン終了後にAIKソルナへと移籍し、ここでも1931-32シーズンにリーグ優勝を飾った。
アルフレドソンは1924年に開催されたパリオリンピックで銅メダルを獲得したスウェーデン代表の一員であり、3位決定戦を除く全ての試合で右サイドバックとしてプレーした。同代表では国際Aマッチ通算31試合に出場している。